# Norbert Marshall Andradi
Norbert Marshall Andradi (ur. 30 sierpnia 1949 w Maggona) – lankijski duchowny rzymskokatolicki, od 2004 biskup Anuradhapura.

## Życiorys
Święcenia kapłańskie przyjął 10 maja 1980 w zgromadzeniu oblatów. Po święceniach został wikariuszem, a następnie proboszczem katedry w Anuradhapura. W 1984 rozpoczął pracę w scholastykacie w Kandy oraz w seminarium ducbownym w tymże mieście. W latach 1989–1995 doktoryzował się w Ottawie, zaś po powrocie do kraju został ponownie wykładowcą seminarium w Kandy, a w 1997 także rektorem scholastykatu zakonnego.
14 listopada 2003 został mianowany biskupem Anuradhapura. Sakry biskupiej udzielił mu 10 stycznia 2004 ówczesny arcybiskup Kolombo, Oswald Gomis.